# Kompresse

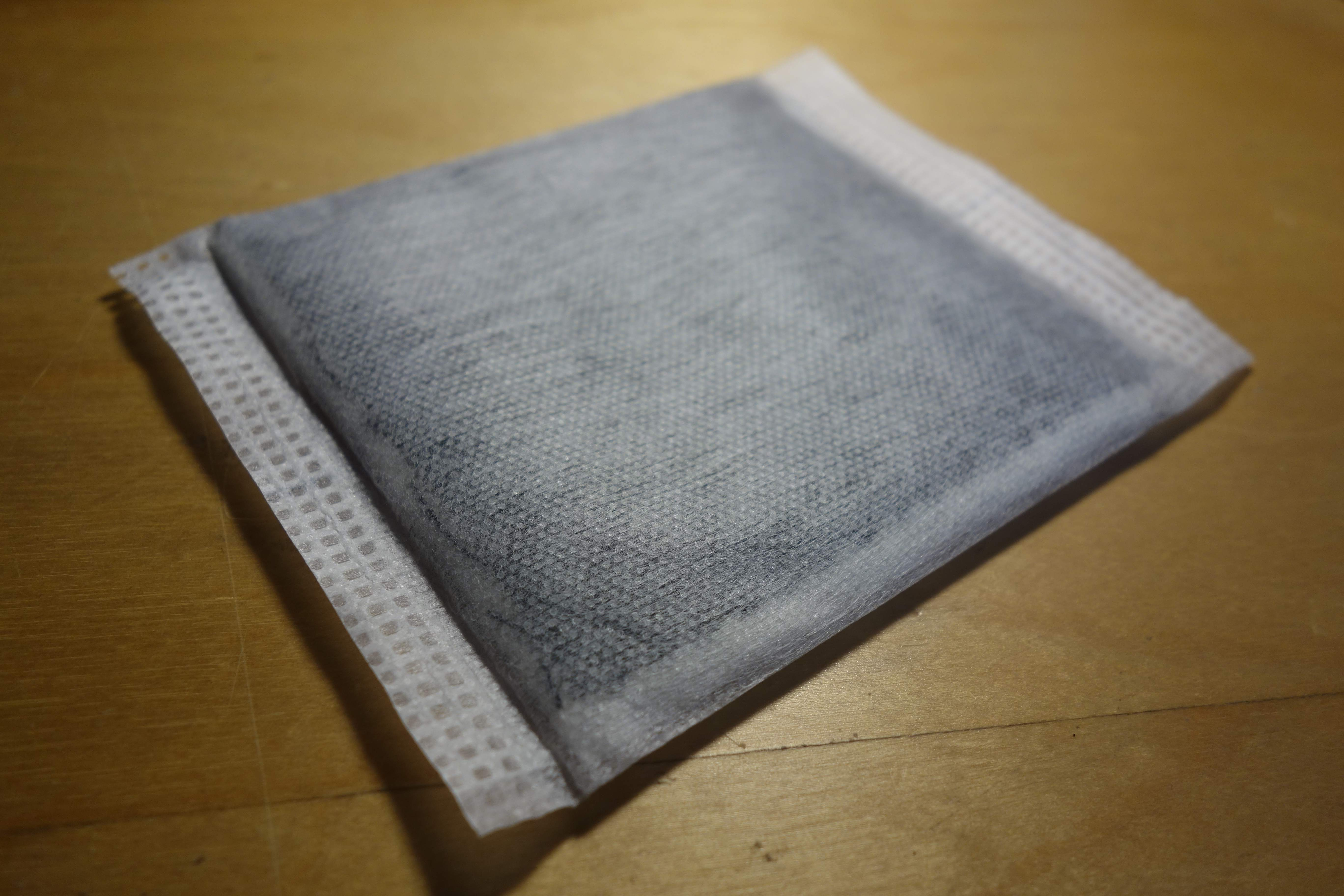
Kompresse zur Wundversorgung mit Kohle zur Geruchsminderung

Eine Kompresse (von Lateinisch comprimere, „zusammendrücken“) ist eine Wundauflage die zur Blutstillung (u. a. durch Druck) und dem Schutz der Wundfläche dient. Kompressen werden auch zur Wundreinigung und zum Aufbringen von Salben („Salbenverband“) verwendet und können Bestandteile haben, die Wundexsudat besonders effizient aufnehmen, Gerüche binden oder Feuchtigkeit an die Wunde abgeben. Eine Sonderform stellen die wiederverwendbaren Kalt- oder Warmkompressen dar, die aus Kunststoff bestehen und zum gezielten Kühlen oder Wärmen einer begrenzten Körperpartie, z. B. bei einer Muskelzerrung, verwendet werden.

## Begriff
Eine Kompresse kann aus einem Stück Mull (Gaze), Vliesstoff und einem gefalteten Tuch bestehen, oder, je nach Anwendungsbereich, völlig anders aufgebaut sein. Der Begriff Kompresse kann sich auf den gesamten Verband oder nur auf die Wundauflage beziehen – zurechtgeschnittene, abgepackte und meist sterile Wundauflagen werden im Handel nämlich ebenfalls als Kompresse bezeichnet. Auch in Verbandkästen sind sie vorhanden.

## Anwendung
Typischerweise wird eine Kompresse angelegt, indem die Wundauflage mit einem Klebstreifen (Pflaster) fixiert und dann mit einer Mullbinde umwickelt wird, so dass ein sehr leichter Druck auf die Wunde ausgeübt und der Blutfluss gestoppt wird. Eine Sonderform stellt das Verbandpäckchen dar, bei dem Wundauflage und Binde integriert sind. Bei der Nasenschleuder wird eine rollenförmigen Saugkompresse unter den Nasenlöchern platziert und mittels Ohrenschlaufen fixiert. Sie dient zum Auffangen blutigen Sekrets, das beispielsweise nach Operationen aus der Nase ausläuft.

## Kompressen zur Wundversorgung

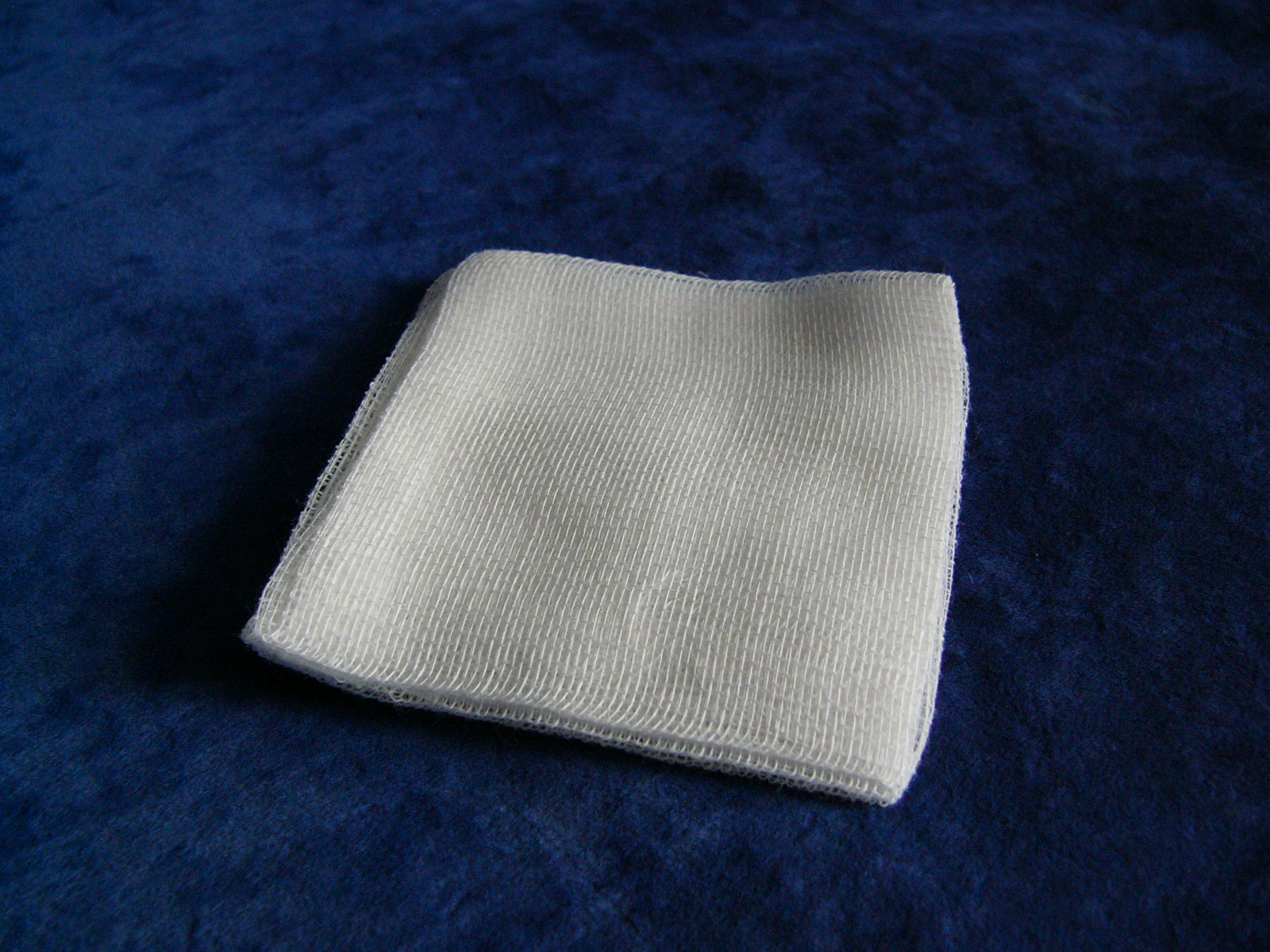
Mullkompresse

Beim sogenannten „Mull“ handelt es sich um eine grobgewirkte Gaze aus Baumwolle, die je nach Bedarf über eine größere oder kleinere Maschengröße verfügt. Zur Herstellung einer Kompresse wird die Gaze so gefaltet, dass die Schnittkanten innen liegen und sich Fasern, die sich vom Rand lösen, nicht in die Wunde gelangen können.
- Mullkompressen (steril od. unsteril) dienen zur Versorgung von allen möglichen Arten von Wunden, für die Erste Hilfe oder den schnellen Verbandwechsel. Sie bestehen aus Stoffbahnen aus gewebten Baumwoll- und/oder Viskosefasern, deren Rand eingeschlagen ist, damit die Fasern, die sich von der Schnittkante lösen, sich nicht in der Wunde wiederfinden.[2] Sie sind vielfach gefaltet. Erst ab einer Anzahl von sechzehn Lagen wird das Wundexsudat durch die Kompresse von der Wunde weggeleitet und nicht lediglich auf dem Wundgrund verteilt.[2] Ihr Vorteil ist, dass sie kaum fusseln. Sie sind in der DIN EN 14079 genormt.

- Vliesstoffkompressen (steril oder unsteril) erfüllen den gleichen Zweck wie Mullkompressen, sind preiswerter und aufgrund der Eigenschaften des Vließmaterials anschmiegsamer, angenehmer auf der Haut und zudem deutlich einfacher zu drapieren, als diese.[2] Sie bestehen meist aus einer Mischung von ca. 2/3 Viskose und 1/3 Polyester und sind mehrfach gefaltet. Sie können, bezogen auf ihr Eigengewicht, mehr Flüssigkeit aufnehmen als Mullkompressen.

Diese herkömmlichen Kompressenarten haben zahlreiche Nachteile, so führt die starke Saugwirkung zum Austrocknen der Wunde, sie geben unerwünschte Cellulosepartikel in die Wunde ab und der Mull haftet am Wundgrund, so dass beim Verbandwechsel frisches Gewebe zerstört wird. Daher stehen heutzutage viele moderne Kompressenarten zur Verfügung, die eine sachgerechte Wundversorgung ermöglichen. Der Einsatzbereich von Mull- und Vließkompressen beschränkt sich heutzutage hingegen auf die Versorgung akuter postoperativer Wunden, die Wundreinigung, und auf die Versorgung stark nässender Wunden, die einen häufigen Verbandwechsel nötig machen. Zudem sind sie als Sekundärverband von imprägnierten Wundgazen geeignet.

### Moderne Kompressen
Bei Kombinierten Saugkompressen ist ein sehr saugfähiger Kern aus Zellstoff oder Watte in einem gröber gewirkten Tissuestoff umhüllt, der Feuchtigkeit von außen hineinlässt, aber die innenliegenden Fasern einschließt. Durch die Ergänzung mit Superabsorbern kann die Aufnahmekapazität weiter gesteigert werden – solche herstellerseitig mit Ringerlösung angereicherten Vließkompressen können die Wunde bei Bedarf feucht halten. Eine Weiterentwicklung dieser Prinzipien stellen die Spül-Saug-Kompressen dar, die absorbierende Eigenschaften mit der Abgabe von Feuchtigkeit verbinden. Ihre äußere Hülle bildet ein hydrophobes Gewebe, dass sich den Konturen des Wundgrunds anpasst und Exsudat aufnimmt, während gleichzeitig Flüssigkeit in die Wunde abgegeben wird.
Die meisten Kompressenarten sind zwar mehrlagig, aber nicht aus einem Textil gefaltet, sondern bestehen aus einer Kombination mehrerer Materialien. Hierzu gehören die Aktivkohlekompressen, die über eine Schicht aus Aktivkohle verfügen, die Wundgeruch binden soll, und zwischen Vließschichten eingelegt ist. Bestimmte Kompressenformen zur Wundversorgung bestehen nicht aus Textil. So handelt es sich bei den Hydrogelkompressen um eine Folie, die mit Hydrogel beschichtet ist. Verschiedene Formen werden auch als Salbenverbände oder als Tupfer verwendet. Im Rahmen der Wundreinigung werden sterile Kompressen beispielsweise beim Mechanischen Débridement zum Auswischen von Exsudat, Resten abgestorbenen Gewebes und Fremdkörpern verwendet.

## Kalt-Warm-Kompressen

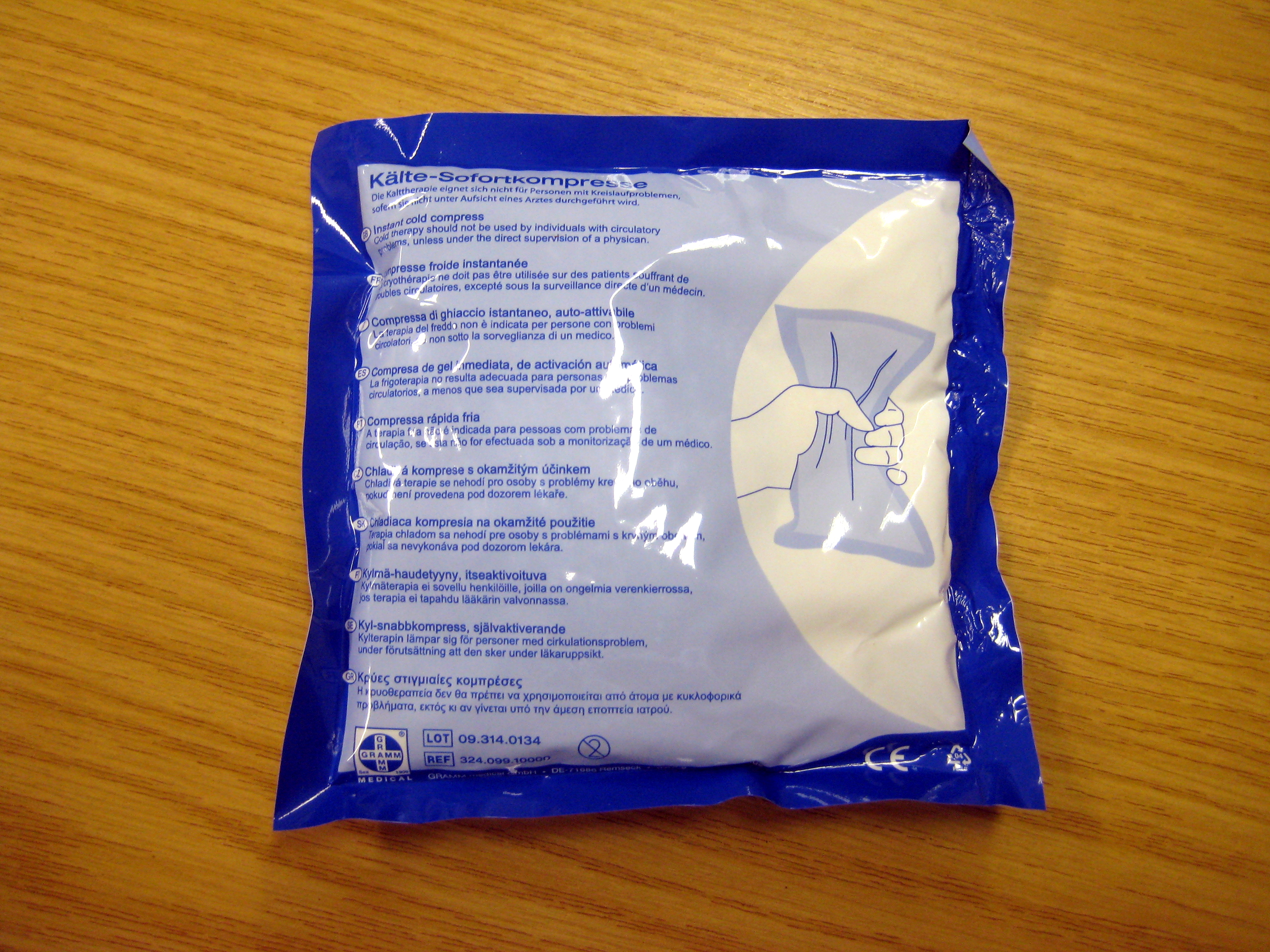
Kalt-Kompresse

Gelkompressen verwendet man zum Kühlen oder Wärmen bei Knochenbrüchen, Verstauchungen, Verrenkungen, Prellungen, Zerrungen usw., sowie zur Schmerzlinderung bei allen Sportarten. Da sie Wärme passiv speichern, sind sie von den aktiven Wärmebeuteln und Kältepacks zu unterscheiden.

## Größen
Kompressen gibt es grundsätzlich in allen denkbaren Größen. Medizinische Mullkompressen (aus Baumwolle oder Viskose) sind in der DIN EN 14079 genormt. Diese Norm hat die häufig noch zitierte DIN 61630 (steril oder unsteril, 100 % Baumwolle) abgelöst.